# Clyde Auditorium
Clyde Auditorium surnommé le Tatou est un auditorium design inauguré en 1997 à Glasgow en Écosse au bord du fleuve Clyde, conçu  par le célèbre architecte britannique Norman Foster. 

## Historique

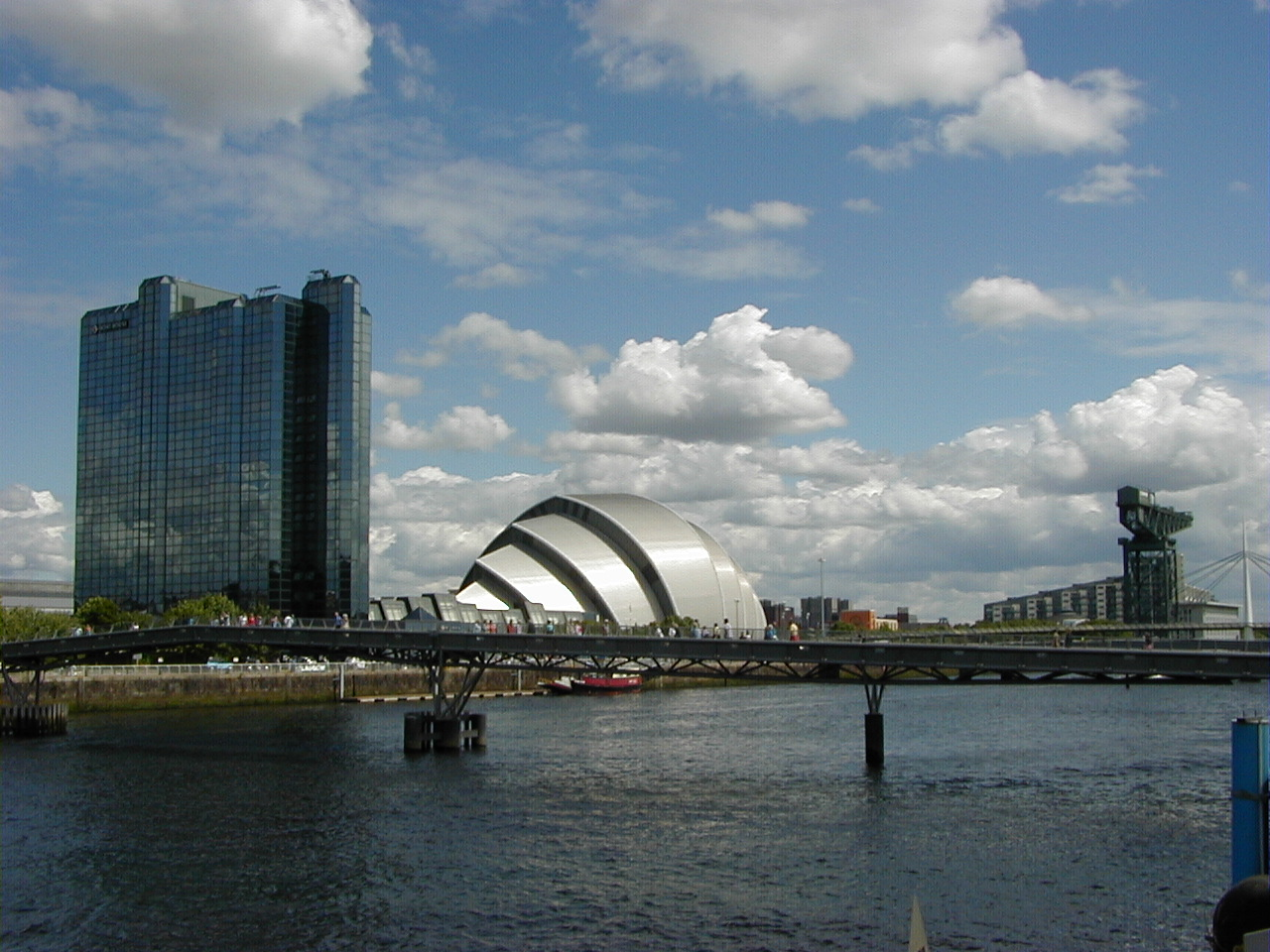
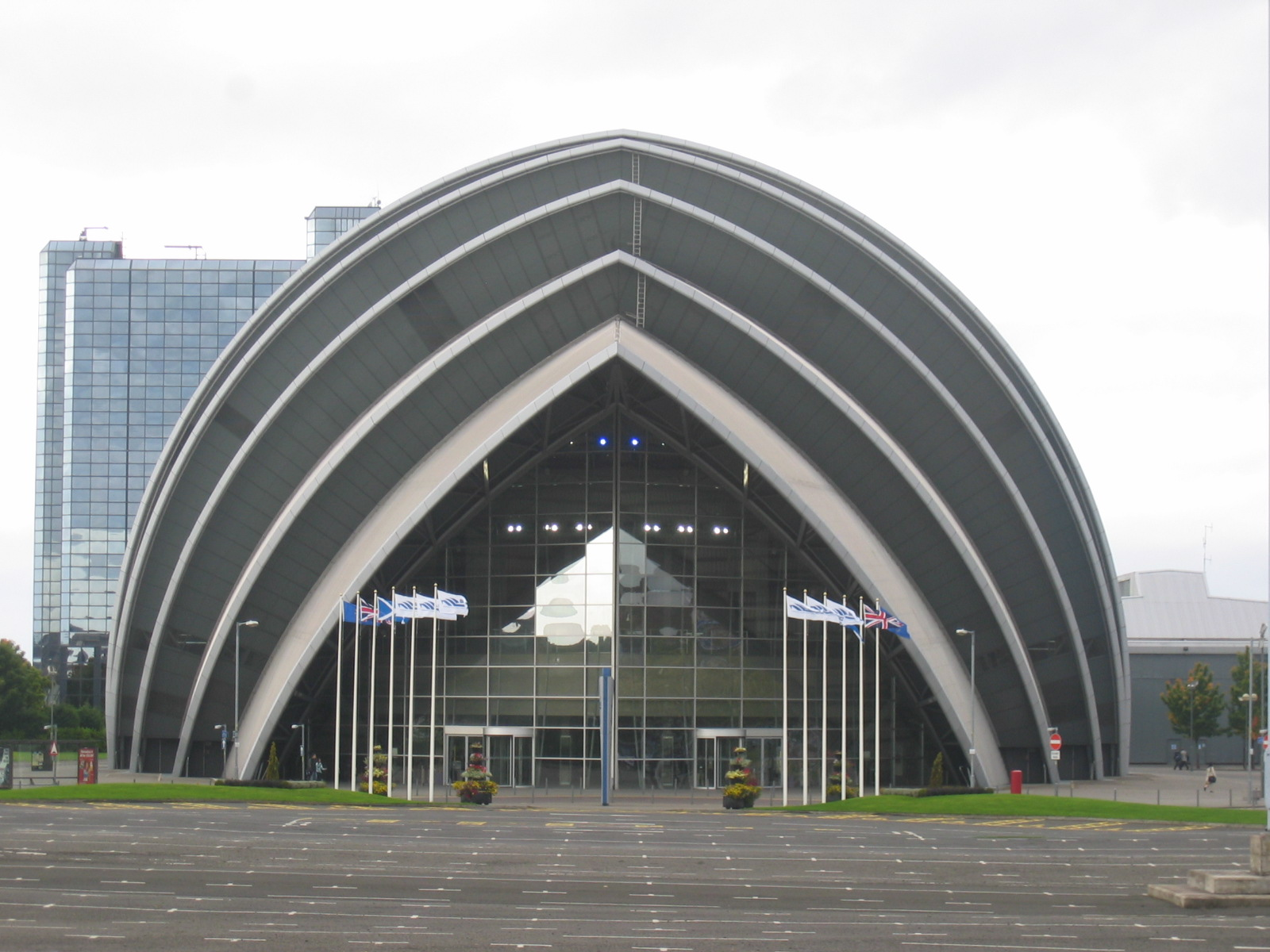